# Timbru (muzică)
Timbrul se referă la una dintre calitățile de bază ale sunetului muzical, anume complexul de însușiri care permit diferențierea unor surse sonore mai mult sau mai puțin asemănătoare, precum vocile omenești sau instrumentele muzicale. Timbrul este considerat ca fiind de o însemnătate la fel de mare pentru caracterizarea sunetului, cu acelea ale înălțimii, desfășurării în timp (duratei) și a intensității sonore.
Timbrul muzical defineste stiluri pe care le poți atinge si in ce categorie de cântec te incadrezi.
Cel mai adesea, timbrul este delimitat după sursa sonoră, în timbru vocal și timbru instrumental.

## Modelare fizică
Timbrul se justifică acustic printr-un număr de parametri, unii dintre cei cu un grad mai mare de subtilitate nefiind încă echivalați prin modele științifice. Însă cei mai importanți dintre ei, sesizați încă din momentul inventării primelor instrumente de suflat (dar studiați în mod empiric în lumea antică), sunt spectrul sonor și atacul.

#### Spectrul sonor
Spectrul reprezintă descompunerea oricărui sunet complex (cu alte cuvinte, sunet desprins dintr-un context real) în elemente simple, indivizibile (oscilatori sinusoidali) și descrierea pregnanței fiecăreia în parte față de cea cu frecvența cea mai joasă (sunetul cel mai grav), numită fundamentală. De regulă (dar există și excepții), celelalte frecvențe vor echivala numeric cu multiplii întregi ai frecvenței fundamentale, primind numele de armonice superioare. Ele se numerotează după multiplul ales, spre exemplu, dublul fundamentalei se va numi „armonicul doi”, dar și fundamentala însăși va primi numele (mai rar întrebuințat) de „armonicul întâi” (unu fiind element neutru al operației de înmulțire).

#### Procesele tranzitorii
În schimb, procesele tranzitorii reprezintă începutul unui sunet muzical, intervalul scurt de timp în care se declanșează mecanismele necesare producerii sale. De pildă, la vioară sau alte instrumente cu arcuș, înseamnă intervalul în care arcușul trece de la frecare statică către punerea coardei în mișcare la viteză constantă. Deși greu perceptibile dacă sunt căutate anume, asemenea zgomote inițiale sprijină de multe ori informația oferită de spectrul sonor. În cazul viorii, fără a auzi „începutul” sunetului riscăm să o confundăm cu sunetul unei trompete, din care s-a eliminat, de asemenea, atacul. (Explicația oferită în acest caz este că vioara și trompeta au un spectru similar.)

## Timbrul instrumental
Sonoritatea unui instrument poate fi studiată pe mai multe nivele. Se poate porni de la asemănarea (sau dimpotrivă, contrastul) între aspecte diverse: 
- modul de execuție (instrumente cu coarde, de suflat ș.a.)
- analiza spectrului (pentru exemplul anterior, echivalarea unei viori cu o trompetă în anumite condiții, deși execuția este foarte diferită pe cele două instrumente)
- analiza atacului (de exemplu, căutarea unui instrument cu atac foarte percusiv, scurt poate alege între un instrument cu coarde la care se cântă în manieră pizzicato sau unul de percuție acordabil, precum xilofonul sau marimbafonul)

Cea mai răspândită variantă este prima, căreia i se subordonează catalogarea după construcția instrumentului (de unde pornesc familiile de instrumente, concept refuzat de unii teoreticieni). Astfel, cornul englez și oboiul sunt privite ca mult mai înrudite între ele, față de clarinet.
La un nivel mai intim, instrumentele construite pentru a avea aceleași posibilități tehnice (și purtând același nume, de exemplu: două tube în si bemol) se diferențiază prin calitatea construcției, materialele folosite, asamblarea lor de către roboți industriali sau manual ș.a.m.d. Cele două tube pot aparține de constructori diferiți sau unui singur producător; în acest caz, ele se pot diferenția prin seria de producție (tube pentru profesioniști, tube mai reduse ca dimensiuni pentru elevi). Bineînțeles, compararea timbrului poate merge până la a confrunta două instrumente din aceeași serie, identice ca aspect, dar tot cu mici diferențe de sonoritate (pentru cei mai mulți, insesizabile). 

## Timbrul vocal
Deși încadrat, de asemenea, într-un număr de categorii fixe, timbrul vocal este mult mai particularizat pentru fiecare individ. Acest fapt se explică printr-un control mai precis al intonației, articulației ș.a.m.d., vocea fiind ghidată nemijlocit de starea organismului, în vreme ce expresia este redată pe un instrument muzical prin intermediul tehnicii specifice.
Vocile omenești se divid mai întâi după sex, în voci bărbătești și voci femeiești. Cele bărbătești sunt, în marea lor majoritate, mai grave și mai bogate în armonice superioare. În cântul coral, se permit distanțe mai mari între vocile bărbătești, tocmai pentru că sonoritatea este mai „plină”. Bărbații dispun de falset sau „voce de cap”, o tehnică prin care ambitusul poate fi crescut aproximativ cu o octavă în acut, cu un timbru caracteristic, mult mai slab și sărac în armonice decât cel specific. Vocile femeiești sunt mai slabe ca intensitate și mai puțin bogate în armonice decât cele bărbătești; de aceea, conducerea lor în cadrul unui cor va fi mai strictă. 
Pornind de la timbrul cel mai grav și profund până la cel mai acut, vocile se succed astfel:
- bas, bas-bariton, bariton, tenor, contratenor (la rândul său, grav, mediu sau înalt pentru a echivala registrele vocilor femeiești)
- altistă, mezzo-soprană, soprană

În cazul cântăreților cu o pregătire de tip clasic, timbrele se împart la rândul lor în subcategorii, corespunzătoare altor trăsături ale vocii și capabile să personifice roluri de operă sau altele asemenea din diverse genuri vocale sau vocal-simfonice.